# 达娜埃·布莱
达娜埃·布莱（法語：Danaé Blais，1999年5月10日—），加拿大女子短道速滑运动员，2022年世界短道速滑锦标赛女子3000米接力银牌得主、2024年世界短道速滑锦标赛女子3000米接力铜牌得主。